# Digital 9
Le Digital 9 ou D9 (précédemment appelé Digital 5, ou D5, puis Digital 7 ou D7), est un réseau intergouvernemental, regroupant les  gouvernements des pays les plus avancés en matière d'administration numérique. Le D9 vise à travers la coopération internationale à identifier la meilleure façon d'utiliser le numérique pour améliorer la vie de leur concitoyens. Les membres partagent leurs meilleures pratiques numériques, collaborent à la résolution de problèmes communs, identifient les potentiels d'amélioration des services numériques, et soutiennent activement la croissance de leur économie numérique. Ils échangent également sur l'évolution de la relation à la technologie, l'adoption de standards ouverts et de logiciels open-source ainsi que sur l'amélioration de l'efficacité d'une administration numériques. 

## Membres
- Estonie
- Israël
- Nouvelle Zélande
- Corée du Sud
- Royaume-Uni

Depuis février 2018,, les pays suivants les ont rejoint :
- Canada
- Uruguay

Depuis novembre 2018, les pays suivants les ont rejoint :
- Mexique
- Portugal